# 中世贛語
中世贛語（Middle Gan），是指贛語在唐、宋這一時期的古語。唐末五代十國的二百年間，發生了中國歷史上的第二次大分裂。由於安史之亂造成的戰亂，大量中原漢人遷移至東南之地。贛語自唐以後就基本定型，主要特點已經與現在相差無幾。而這一時期的江西，成為全國十道之一的「江南道」，經濟社會得到快速發展，人口劇增，江西第一次大規模向外移民也是由此間拉開序幕，南昌、吉安一帶的人口不斷向湖南東北的湘陰、寶慶、新化等地移民。在後續的幾百年間，又由贛北、贛中繼續向湖南東北、湖北東南的江漢平原及鄂東山區、安徽南部的安慶、池州及巢湖平原、福建西北移民。這批次的移民將贛語同時帶到上述地區，贛語今日的分佈格局因此而形成。
兩宋時期，江西進入了歷史上最輝煌的年代，出現了令後世驚羨的政治、經濟和人文景觀。現代學者通過對兩宋時期江西文人詩文用韻的研究，得以考察出當時人的語音狀況。
杜愛英通過研究江西詩人「新喻三劉」的1185首古體詩、1783首近體詩，杜愛英發現宋代江西詩人用韻都有以下特點：
- 尤侯部與蕭豪部通叶：這一特點在宋代其他地區並不多見，主要都出現在江西地區。至今贛語也還保持此特點，如南昌話「頭朝」同韻；臨川話「偷超」同韻，高安話「樓饒」同韻等。
- 支微部與魚模部通叶：這一特點作者認為是贛、吳、閩語所共有的方音特點。
- 魚模部與家麻部相押：作者也認為這可能與宋代江西方音有關。
- 魚模部與蕭豪部相叶：今日的閩語保持著「歌、魚、蕭讀音相同或相近」的讀法。宋代的贛語可能亦是如此。
- 皆來部與支微部通叶：作者認為這是宋代南方漢語的特點。
- 魚模部與尤侯部通叶：至今餘干話還存在「魚尤同音」的讀法，如「奴盧劉流如儒」同音；「豬誅周舟糾鳩」同音；「除廚求球籌酬」同音。
- 監廉部與寒先部相叶：在這一特點上，北宋的晏殊、晏幾道父子以及歐陽修、黃庭堅相混的很少，南宋的趙師俠、姜夔混得比較多。（魯國堯，1991）杜愛英認為這也可能與方音有關。
- 庚青部與江陽部同押：何大安（1993）認為六朝江東庶民語音上第一個特點就是「耕陽不分」。梗攝陽聲韻白讀為[ang iang uang]至今還是贛語的重要特點之一，杜愛英認為這也是贛、客、吳之間關係密切的表現之一。

此外，杜愛英還對江西180家詞人，詞作4300首；230家詩人，詩作21119首進行全方面的比較研究，從而發現宋代江西文人都有蕭豪部與尤侯部通押、支微部與魚模部通押等特點，這都和現代贛語的語音特徵相符。然而時人魚模部與尤侯部通押、皆來部洪音與支微部字相叶、歌戈部與魚模部相叶、歌戈部與家麻部相叶、不同陽聲韻尾通押等特點，現在至多只有部分贛語方言有所反映。